# Општина Теарце
Општина Теарце је једна од 9 општина Полошког региона у Северној Македонији. Седиште општине је истоимено село Теарце.

## Положај
Општина Теарце налази се у северозападном делу Северне Македоније и погранична је према Србији на северу. Са других страна налазе се друге општине Северне Македоније:
- исток и југ — Општина Јегуновце
- запад — Општина Тетово

## Природне одлике
Рељеф: Општина Теарце обухвата северни део плодне и густо насељене Полошке котлине и суседне висове западно од ње (Шар Планина).
Клима у нижем делу општине влада умерено континентална клима, а у вишем делу влада њена оштрија варијанта.
Воде: У општини постоје само мањи водотоци, сви притоке Вардара.

## Становништво
Општина Теарце имала је по последњем попису из 2002. г. 22.454 ст., од чега у седишту општине, селу Теарцу, 3.974 ст. (18%). Општина је густо насељена.
Национални састав по попису из 2002. године био је:
|           | Број   | Постотак |
| Укупно    | 22.454 | 100%     |
| Албанци   | 18.950 | 84,4%    |
| Македонци | 2.739  | 12,2%    |
| Турци     | 516    | 2,3%     |
| остали    | 249    | 1,1%     |

## Насељена места
У општини постоје 13 насељених места, сва са статусом села:
| - Теарце - Брезно - Варвара - Глођи - Доброште | - Јелошник - Лешок - Непроштено - Нераште - Одри | - Првце - Пршовце - Слатино |  |